# Església de fusta de Høyjord
L'església de fusta de Høyjord, al municipi d'Andebu a Noruega, és una stavkirke dels segles xii i xiii. És la stavkirke més meridional de Noruega i l'única de la província de Vestfold que es va conservar fins avui.

## Història
Comunament, es considerava la data de construcció cap a l'any 1300, però ara s'accepta que va ser construïda en dues fases. El cor probablement va ser erigit en la segona meitat del segle xii, mentre que la nau és aproximadament de 1275. Aquesta diferència de dates pot indicar que algunes parts de l'església original van ser demolides i reconstruïdes. L'església va tenir també, com a moltes stavkirke, un corredor exterior fins a l'any 1689, any en què va desaparèixer. Va ser reparada i remodelada en més d'una ocasió al llarg de la seva història, el que explica la presència d'alguns elements extravagants.
La darrera restauració vegada data del període 1948-1953, quan les obres van ser dirigides per l'arquitecte Otto L. Scheen. Durant aquesta restauració es va descobrir que el temple havia estat a l'origen una església de masteler central, i per això es va introduir de nou un pal central que serviria per suportar una nova torre central, feta l'any 1952.

## L'edifici
És una de les escasses tres stavkirke de tipus A amb masteler central (midmastkirke). Les altres dues són les de Nore i d'Uvdal. Aquesta mena d'edificis té un pal o masteler al centre de la nau que serveix de suport per a una torre, que al seu torn és el campanar de l'església. La torre de la stavkirke de Høyjord se situa en el centre del cavallet del sostre de la nau, i es troba rematada amb una cuculla aguda.
A diferència de les esglésies de Nore i d'Uvdal, l'església de Høyjord conserva la forma primitiva d'església-saló. Té una planta d'una nau amb un vestíbul a l'entrada occidental i per l'orient, un cor de menor amplada. Adjacent al mur oriental del cor se situa la sagristia, una introducció posterior a la Reforma Protestant. També posteriors a la reforma són el vestíbul i les finestres dels murs.
A més del masteler central, l'església té dotze pals raconers (stav), que formen part de l'armadura de suport; cadascú té decoració única. Hi ha pintures a l'interior, i entre les millor conservades estan les del sostre del cor, obra de Finn Krafft.